# Jaragua nationalpark
Jaragua nationalpark (spanska: Parque Nacional Jaragua) är en nationalpark i provinsen Pedernales, Dominikanska republiken. Den inrättades 11 augusti 1983.